# Caryota
Caryota és un gènere de plantes amb flor de la família Arecaceae. Són palmeres força grans distribuïdes arreu de les zones tropicals d'Àsia i les illes del Pacífic. Algunes creixen només en zones muntanyoses. Són unes de les poques palmeres amb fulles bipinnades. La forma de les fulles és característica, amb seccions que tenen forma de cua de peix. De Caryota urens s'extreu la saba per la producció de jaggery, un tipus de sucre, i vi de palma. Les fulles d'aquestes palmeres s'utilitzen a l'Índia i Sri Lanka per decorar els carrers durant processons i festivals i també com a farratge per als elefants.

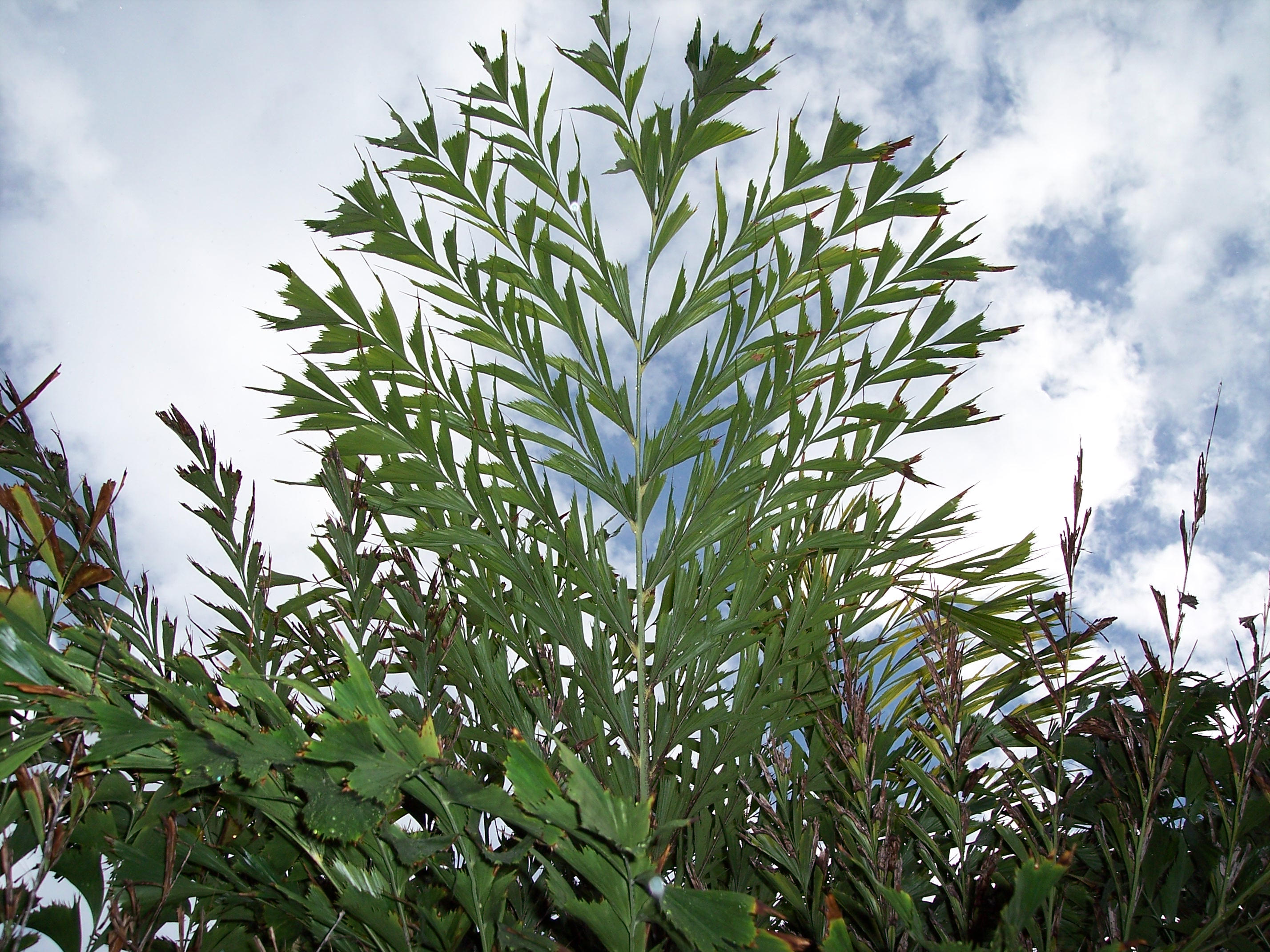
Aspecte de les fulles bipinnades d'una palmera del gènere Caryota
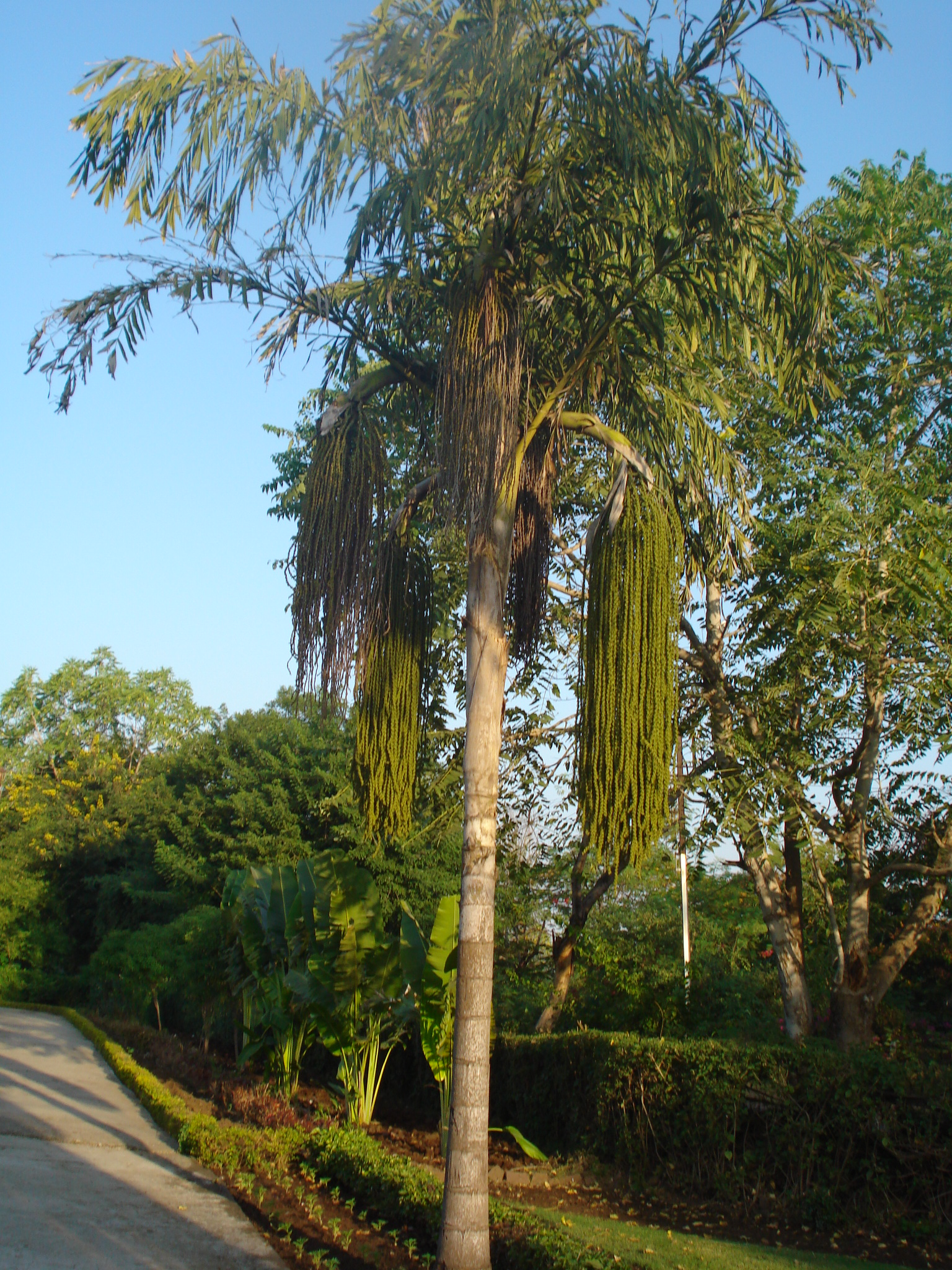
Caryota sp.
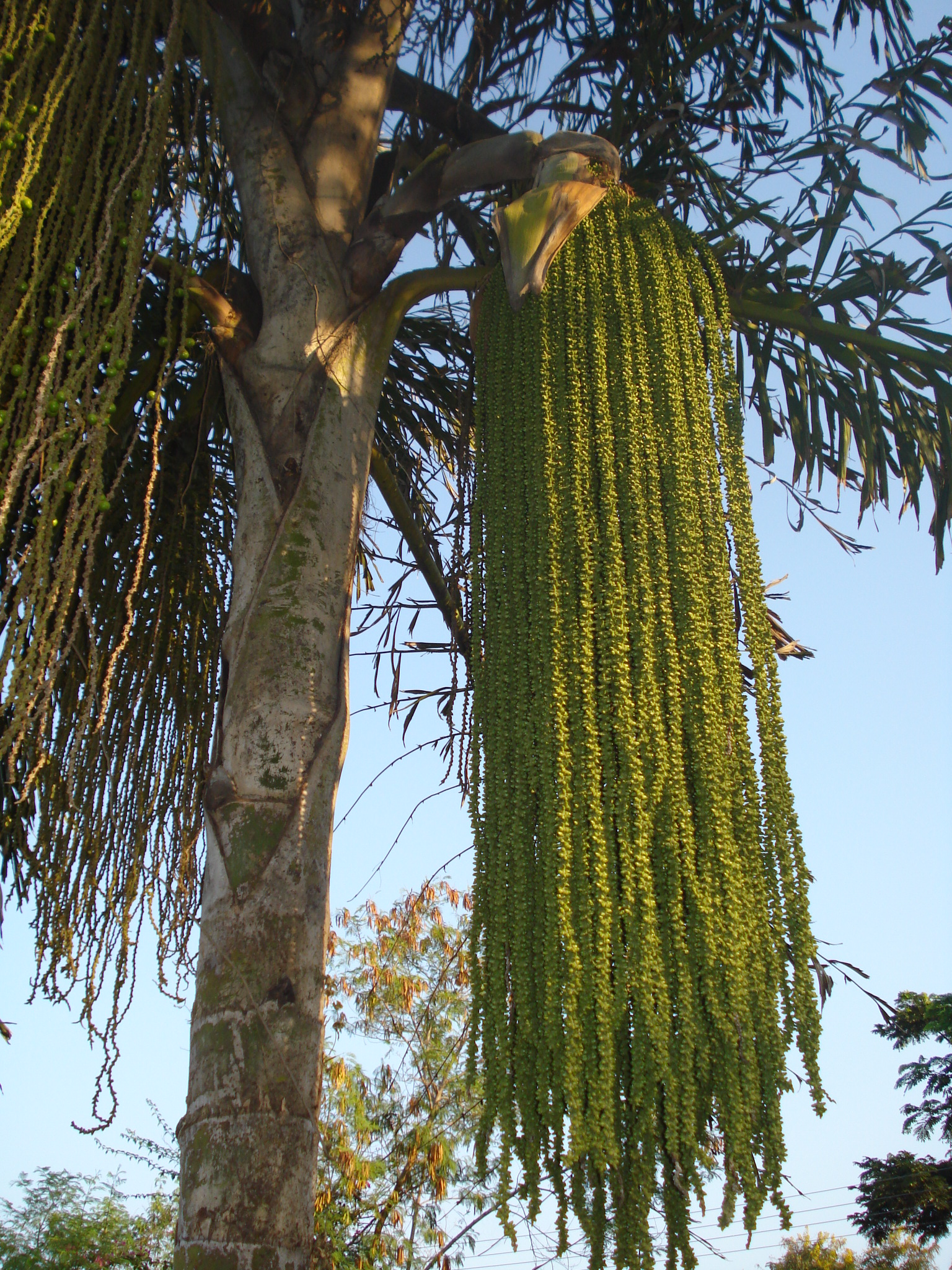
Inflorescència
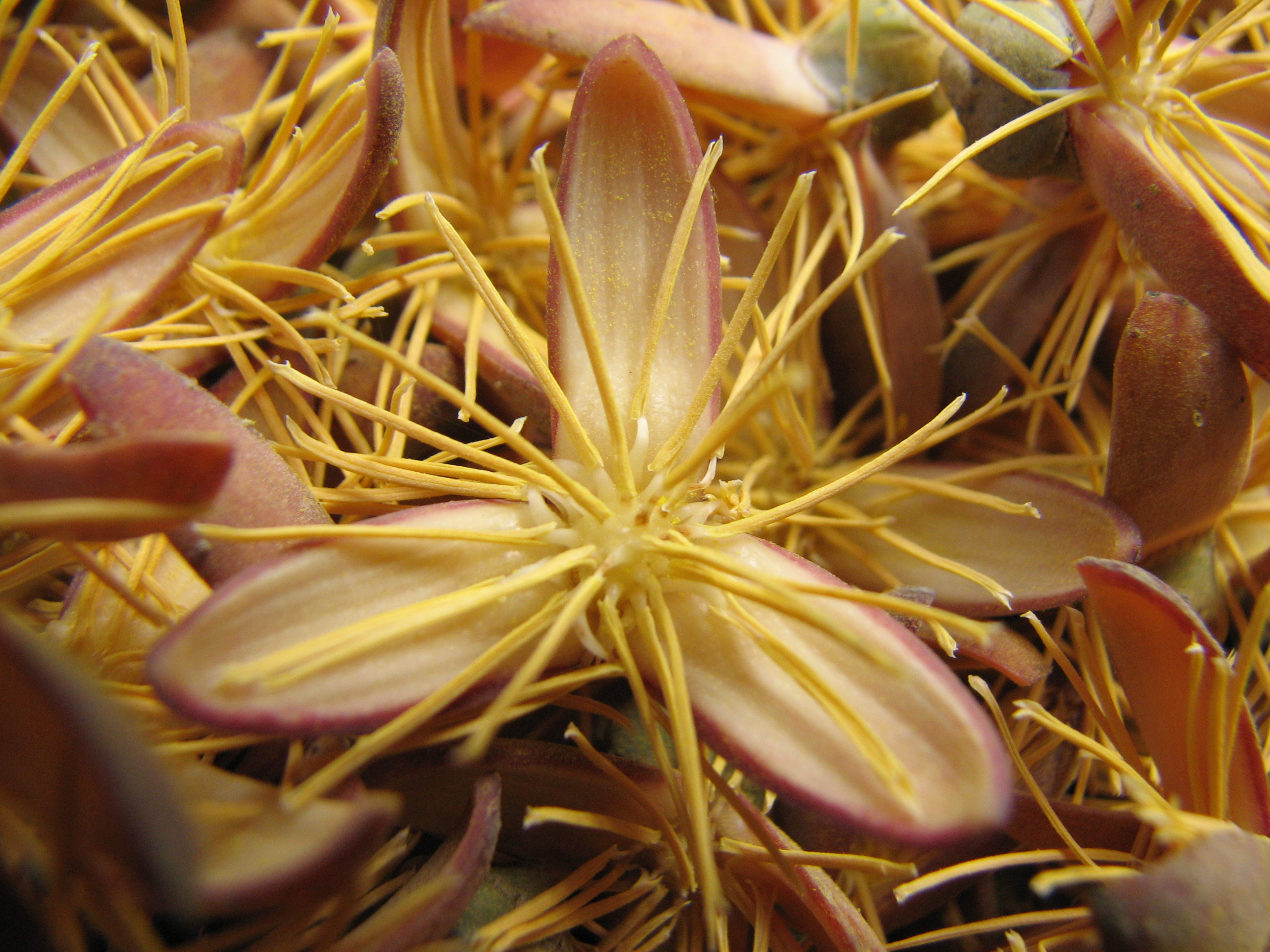
Detall de la flor.
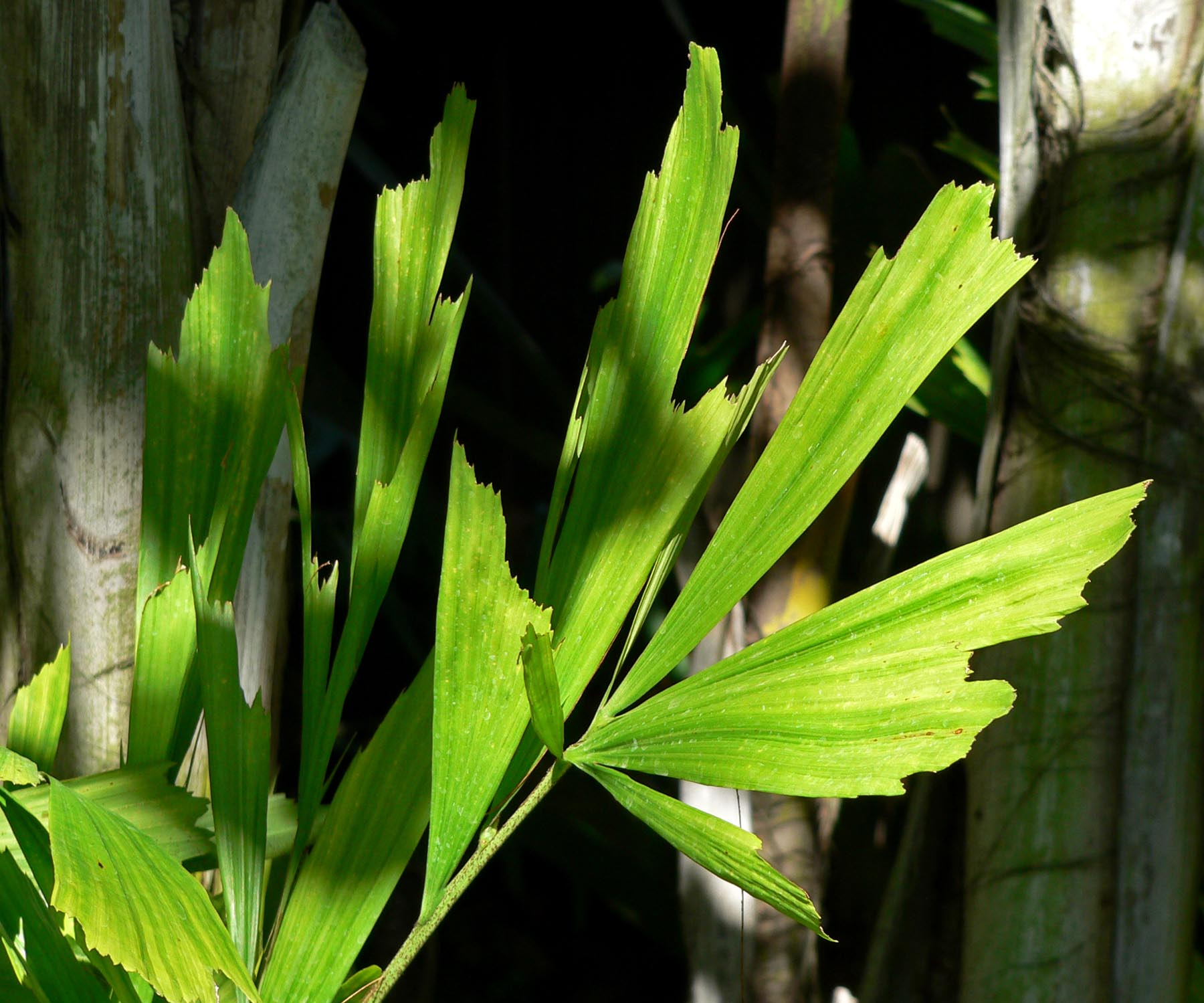
Caryota mitis, detall de la fulla